# Esebeck
Esebeck ist der nordwestlichste Stadtbezirk der Universitätsstadt Göttingen und bildet gemeinsam mit Elliehausen eine Ortschaft.

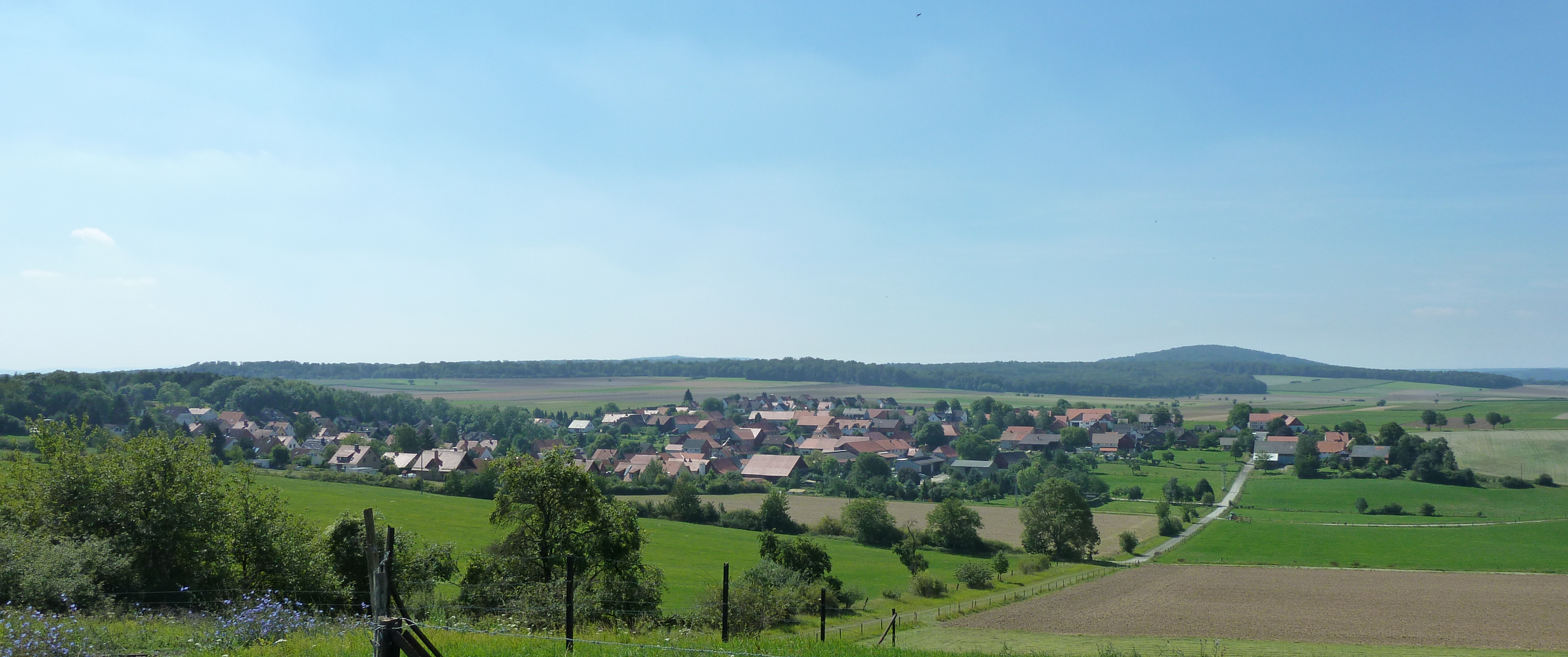
Nordostansicht von Esebeck

## Geschichte
In der Vita Meinwerci wurde im Jahr 1036 erstmals ein Ort namens Asbiki urkundlich erwähnt. Ob es sich dabei um Esebeck oder um Esbeck bei Lippstadt handelt, wird unterschiedlich bewertet. Eine weitere urkundliche Erwähnung findet sich in der ersten Hälfte des 12. Jahrhunderts als Esebeke im Mainzer Urkundenbuch. Für das 13. Jahrhundert ist Besitz der Grafen von Dassel in Esebeck beurkundet, den sie 1279 an die Herren von Rosdorf verkauften. Die Kirche wurde 1755 errichtet. Anlässlich der Gemeindegebietsreform wurde Esebeck am 1. Januar 1973 in die Kreisstadt Göttingen eingegliedert. Heute ist der Ort vor allem eine Wohngemeinde mit einigen landwirtschaftlichen Betrieben.

## Ortsrat
Esebeck hat zusammen mit Elliehausen einen Ortsrat, der aus neun Mitgliedern besteht. Seit der Kommunalwahl 2021 ist dieser wie folgt besetzt:
| Ortsrat Elliehausen-Esebeck 2021Insgesamt 9 Sitze - SPD: 3 - Grüne: 2 - CDU: 4 |

## Einwohnerentwicklung
| Jahr | Einwohner |
| ---- | --------- |
| 1896 | 279       |
| 1939 | 254       |
| 1950 | 493       |
| 1961 | 339       |
| 1970 | 437       |
| 1980 | 544       |
| 1990 | 595       |
| 1995 | 654       |
| 2002 | 631       |
| 2009 | 616       |
| 2019 | 630       |